# Mistrovství Evropy v orientačním běhu 2025
17. Mistrovství Evropy v orientačním běhu (European Orienteering Championships 2025) se uskuteční ve dnech 25.–31. srpna 2025 v Belgii. Závody budou pořádány v městech Hasselt, Geel, Herentals a Lier ve vlámské části země a zaměří se výhradně na sprintové disciplíny v městském prostředí. Organizátorem šampionátu je Belgická federace orientačního běhu. Závody budou součástí série Světového poháru v orientačním běhu 2025.

## Program Mistrovství Evropy v orientačním běhu 2025
Závody se uskuteční v různorodém městském prostředí čtyř belgických měst. Hasselt nabízí kombinaci historického centra a moderních čtvrtí, Geel bude hostit inovativní halový závod spolu se sprintem, Herentals se svými středověkými památkami poskytne kulisu pro městský dlouhý závod a historické centrum Lieru s charakteristickými kanály a mosty bude dějištěm závěrečného sprintu. Souběžně s mistrovstvím proběhne také pětidenní orientační festival ASOM pro veřejnost.
| Hasselt Geel Lier Centrum Mistrovství Evropy v orientačním běhu 2025 | Datum          | Závod                                     | Místo konání        | Terén                                                                    |
| -------------------------------------------------------------------- | -------------- | ----------------------------------------- | ------------------- | ------------------------------------------------------------------------ |
| Hasselt Geel Lier Centrum Mistrovství Evropy v orientačním běhu 2025 | 25. srpna 2025 | Otevření závodní kanceláře                | Hasselt             |                                                                          |
| Hasselt Geel Lier Centrum Mistrovství Evropy v orientačním běhu 2025 | 26. srpna 2025 | Technický modelový závod                  | Hasselt / Herentals | Městský park a univerzitní kampus                                        |
| Hasselt Geel Lier Centrum Mistrovství Evropy v orientačním běhu 2025 | 27. srpna 2025 | Sprintová štafeta                         | Hasselt             | Historické centrum a parková oblast                                      |
| Hasselt Geel Lier Centrum Mistrovství Evropy v orientačním běhu 2025 | 28. srpna 2025 | Knock-Out Sprint – kvalifikace            | Geel                | Centrum města, velká náměstí, školy a hřiště                             |
| Hasselt Geel Lier Centrum Mistrovství Evropy v orientačním běhu 2025 | 29. srpna 2025 | Knock-Out Sprint – finále                 | Geel                | Kombinace městských ulic a parků, školy s velkými dvory                  |
| Hasselt Geel Lier Centrum Mistrovství Evropy v orientačním běhu 2025 | 30. srpna 2025 | Volný den                                 | Hasselt             |                                                                          |
| Hasselt Geel Lier Centrum Mistrovství Evropy v orientačním běhu 2025 | 31. srpna 2025 | Sprint – kvalifikace a finále, Banket EOC | Lier                | Úzké uličky, dlažební kostky, tržní náměstí, městský park a obranné valy |